# الخط الزمني للحرب الأهلية السورية (أغسطس–ديسمبر 2014)
قالب:صندوق حملة الحرية والعدالة للشعوب
هذه المقالة تتعلق [[خروج الشعب السوري ضد النظام السوري يطالب بالحرية والعدالة الاجتماعية وتم قتلهم واعتقالهم لا يوجد حرب أهلية في سورية إنما شعب يطالب بالحرية والديمقراطية تم قصفها السورية]] من آب / أغسطس إلى كانون الأول / ديسمبر 2014.
فيما يلي جدول زمني للحرية  السورية في الفترة من آب / أغسطس إلى كانون الأول / ديسمبر 2014. وترد معلومات عن أعداد الضحايا الإجمالية في ضحاياالشعب السورية.

## أغسطس 2014

### 4 أغسطس
وذكر الجيش اللبناني أن 14 جنديا قتلوا وفقد 22 شخصا بعد اشتباكات مزعومة مع تنظيم الدولة الإسلامية في العراق ومقاتلي الشام على الحدود السورية.

### 7 أغسطس
انسحب المتمردون من بلدة عرسال اللبنانية بعد وقف إطلاق النار مع الجيش اللبناني.

### 8 أغسطس
استولت قوات داعش على بلدتين - أخترين وتركمانباره - وعدة قرى شمال حلب، بعد معارك مع جماعات متمردة أخرى.

### 18 أغسطس
وبحلول منتصف آب / أغسطس 2014، كان تنظيم الدولة الإسلامية هو أنجح الجماعات في سوريا، حيث كان يسيطر على المناطق الرئيسية لحقول النفط والغاز السورية.

### 19 أغسطس
وتنشر الدولة الإسلامية في العراق وسوريا شريط فيديو لقطع رؤوسهم الصحفي الأمريكي جيمس رايت فولي، الذي اختطف في عام 2012.

### 21 أغسطس
اتهمت المعارضة السورية الجيش السوري بشن هجوم كيميائي على حي جوبر في دمشق، مما أسفر عن مقتل ستة مدنيين على الأقل.

### 22 أغسطس
وتقدر الأمم المتحدة أن عدد القتلى في سوريا قد تضاعف إلى ما لا يقل عن 191,000 شخص في العام الماضي.

### 24 أغسطس
استولت قوات داعش على قاعدة الطبقة الجوية من الجيش السوري.

### 26 أغسطس
واستعادت جبهة النصرة التابعة لتنظيم القاعدة المعبر الحدودي مع الجولان الذي تحتله إسرائيل في القنيطرة، مع سقوط قذائف عبر الحدود. وأصيب ضابط بالجيش الإسرائيلي وقصفت إسرائيل قاعدتين سوريتين.
وأفيد بأن الغارات الجوية السورية أصابت منطقة بالقرب من بلدة البقاع المحاصرة في عرسال.

### 27 أغسطس
أصدر مجلس حقوق الإنسان التابع للأمم المتحدة تقريرا يتهم فيه مقاتلو داعش وقوات الحكومة السورية بارتكاب جرائم حرب في سوريا.
قذيفة مدفعية أطلقت من الجيش السوري من القنيطرة أصابت ضابطا بالجيش الإسرائيلي. قبضت قوات المتمردين على الجانب السوري من الحدود بين إسرائيل وسوريا بعد القتال العنيف.

### 28 أغسطس
واستولت مجموعة متمردة مجهولة الهوية على 43 من حفظة السلام الفيجيين على مرتفعات الجولان.
استولى المتمردون السوريون على معبر الحدود السوري - الإسرائيلي.
شنت المقاتلات السورية هجوما دقيقا على مقر تنظيم الدولة الإسلامية في مدينة موحسان خلال اجتماع بين القادة العسكريين وقضاة الشريعة. وأسفر الهجوم عن مقتل معظم القادة في الداخل، بينما أصيب آخرون بجراح. ووقعت غارة جوية أخرى على معسكر داعش بالقرب من سد البعث، مما أسفر عن مقتل وجرح العشرات من المتمردين. وفقا للمرصد السورى لحقوق الإنسان، أعدم تنظيم الدولة الإسلامية 160 جنديا سوريا بين 27 و 28 أغسطس.

### 29 أغسطس
تقدر الأمم المتحدة أن ثلاثة ملايين سوري يعيشون كلاجئين في الخارج بينما هناك 6.5 ملايين آخرين نزحوا داخل سوريا، وقالوا إن «نصف السوريين تقريبا أجبروا الآن على ترك منازلهم والفرار من أجل حياتهم».

## سبتمبر 2014

### 1 سبتمبر
بدأ الجيش السوري يقصف مواقع جبهة النصرة في نقطة الحدود في كونيتيرا. في 2 سبتمبر، كشف تنظيم الدولة الإسلامية عن مقتله ستيفن سوتلوف. وفي 3 أيلول / سبتمبر، قتل الجيش السوري مالك التل، وهو قائد كبير في جبهة النصرة في منطقة القلمون في سوريا. وكان مسؤولا عن اختطاف العديد من الراهبات المسيحية في سوريا في وقت سابق من العام.
كما أطلقت داعش محاولة للاستيلاء على مطار دير الزور العسكري، ولكن تم صد المحاولة بينما شن الجيش غارات جوية على مواقع داعش. فقد داعش ما لا يقل عن 47 مقاتلا. وفي 5 سبتمبر / أيلول قتلت القوات الجوية السورية 18 مقاتلا من تنظيم الدولة الإسلامية خلال الغارات الجوية على مدينة الرقة.
وقتل داعش جنديا لبنانيا في بلدة عرسال. كما نفذت القوات الجوية السورية عدة غارات جوية في الرقة تستهدف محكمة إسلامية ومعسكر تدريب. كما استهدفت القوات الجوية السورية مخبز، مما أسفر عن مقتل العشرات من المدنيين.

### 9 سبتمبر
انسحبت وحدات الجيش السوري من منطقة خان الحلابات، بعد تقدم المتمردين هناك. وفي الوقت نفسه، استولى المتمردون على تل المال، الذي يربط محافظتي القنيطرة ودرعا. كما استولى المتمردون على المال والطيحة وأكرابا والقرية الحدودية كفار ناسيج شرق التل. في هذه المرحلة، وفقا للمرصد السورى لحقوق الإنسان، سيطر المتمردون على حوالي 70٪ من محافظة القنيطرة.

### 10 سبتمبر
وفي خطاب متلفز إلى الأمة، أوضح رئيس الولايات المتحدة باراك أوباما حملة واسعة ضد داعش. أما بالنسبة لسوريا، فتتضمن الاستراتيجية ضربات جوية ضد تنظيم داعش مقترنة بتسليح وتدريب المتمردين السوريين.

### 12 سبتمبر
أعاد الجيش السوري السيطرة على بلدة حلفايا في محافظة حماة بعد طرد مقاتلي النصرة من البلدة.

### 14 سبتمبر
قتل ديفيد هاينس من قبل داعش. كما أعلن الجيش السوري الحر أنهم لن ينضموا إلى التحالف لمحاربة تنظيم الدولة الإسلامية دون ضمان بأن الولايات المتحدة ملتزمة بالإطاحة بالجيش العربي السوري.

### 15 سبتمبر
دمر الجيش العربي السوري والقوات السورية الخاصة جسرا فوق نهر الفرات يستخدمه تنظيم الدولة الإسلامية. وقتل عدد من مقاتلي داعش خلال العملية.

### 18 سبتمبر
استولى مقاتلو الدولة اإلسالمية على 21 قرية في شمال سوريا من مقاتلين أكراد. كانت القرى تقع بالقرب من عين العرب (كوباني).

### 22 سبتمبر
واستهدفت الغارات التي شنها التحالف الدولي بقيادة الولايات المتحدة (البحرين والأردن والمملكة العربية السعودية وقطر والإمارات العربية المتحدة) تنظيم داعش وحكومة خوراسان، مما أدى إلى تصعيد الحرب إلى مستوى جديد. قتلت الغارات الجوية في حلب على مجموعة خراسان ما لا يقل عن 50 مسلحا، معظمهم من السوريين، وعدد قليل من النساء والأطفال.
وبحلول 22 سبتمبر / أيلول، أخذ تنظيم الدولة الإسلامية في العراق والشام حوالي 100 قرية من مقاتلي الأكراد في كوباني وكانوا يحاصرون مدينة كوباني.

### 23 سبتمبر
وأعلنت جبهة النصرة أن زعيمها أبو يوسف التركي قتل الضربات الجوية.
أسقطت إسرائیل طائرة سوخوي سو-24 تابعة للقوات الجویة السوریة التي زعم أنها تسللت إلى الفضاء الجوي.

### 24 سبتمبر
بدأت طائرات التحالف استهداف المنشآت النفطية التي يسيطر عليها تنظيم الدولة الإسلامية، وتقع معظمها في الحسكة والبو كمال ودير الزور.

### 25 سبتمبر
وقعت أكثر من 20 جماعة متمردة سورية اتفاقا للتوحيد في الحرب ضد الدولة الإسلامية في العراق وسوريا وقوات الرئيس بشار الأسد.
واستعاد الجيش السوري السيطرة على قرية عدرا الواقعة بالقرب من دمشق. وفي دير الزور، قتل الحرس الجمهوري السوري أكثر من 80 مقاتلا من تنظيم داعش في منطقة الحويكة. كما انسحبت الدولة الإسلامية من قاعدة الطبقة الجوية في الرقة بعد تعرضها لضربات جوية عدة من طائرات التحالف وكذلك القوات الجوية السورية

### 26–27 سبتمبر
واستأنف تنظيم داعش حصار كوباني بهجوم واسع النطاق من الغرب والشرق والجنوب من المدينة. وتم الإبلاغ عن القصف الجوي الذي شنته قوات التحالف بقيادة الولايات المتحدة على مقاتلي داعش المحاصرين كوباني في 27 أيلول / سبتمبر 2014. وقد دمر مبنى داعش و «مركبان مسلحان» عند معبر كوباني الحدودي، وفقا للبنتاغون.

### 29 سبتمبر
مع سقوط قذائف أكثر مخالفة على الأراضي التركية، يبدأ البرلمان في أنقرة مناقشة الغزو المحتمل، في حين يبدأ الجيش بتجميد المرسوم على الحدود مع سوريا.

### 30 سبتمبر
بعد الغارات الجوية الأمريكية، تأخذ البيشمركة الكردية معبر حيوي في الرابية. وتعاني داعش من المعدات المتضررة وتأخر التقدم بسبب التفوق الجوي الأمريكي، وشراء الأكراد في الجزء الشمالي من سوريا للتعافي.

## أكتوبر 2014

### 1 أكتوبر
مقتل ما لا يقل عن 45 شخصا (من بينهم 41 طفلا) وإصابة 56 آخرين بعد هجوم انتحاري على مدرسة أكرمة المخزومي في حمص.

### 3 أكتوبر
بدأ الجيش السوري هجوما على مناطق شمال حلب. ووفقا لوكالة الأنباء السورية، استولى الجيش السوري على قرى قليلة شمال حلب، بما في ذلك مدينة حندرات. وأفادت التقارير لاحقا أن قوات المتمردين استعادت الحنارة.

### 4 أكتوبر
مدينة كوباني الكردية في محافظة الرقة على وشك الكارثة حيث يحاصر مقاتلو داعش المدينة.

### 5 أكتوبر
18,000 فلسطيني يواجهون نقصا مهددا للحياة في المياه في حي مخيم اليرموك بدمشق.

### 6 أكتوبر
تقدم مقاتلو داعش في مدينة كوباني الكردية مع القتال العنيف داخل المدينة. ومن غير الواضح ما إذا تم القبض على بعض أجزاء المدينة، ولكن مقاتلي داعش زرعوا أعلامهم في بعض المباني داخل المدينة.

### 7 أكتوبر
يشتبك الأكراد بعنف مع الشرطة التركية بسبب عدم مساعدة الأكراد في حصار مدينة كوباني الحدودية السورية تحت حصار قوات داعش. وقد لقى ما لا يقل عن 14 شخصا مصرعهم خلال الاشتباكات.

### 8 أكتوبر 8
قتل ما لا يقل عن 19 مدنيا كرديا أثناء احتجاجهم على عدم تصرف الحكومة في الدفاع عن كوباني عن تقدم داعش.
مقاتلو المعارضة يسيطرون على تلة الحرا، جنوب دمشق، بعد القتال مع قوات الأسد، واستيلاء على كمية كبيرة من الأسلحة والذخائر.

### 10 أكتوبر
داعش يدفع للقبض على مدينة كوباني. وقد عملت المدينة كمقر للمقاومة الكردية. وتقول التقارير إن داعش تسيطر على ما يقرب من 40٪ من المدينة. وطلب القادة الأكراد التدخل الأجنبي في محاولة لرد الهجوم على المدينة. تم الإبلاغ عن 12 الف مدني محاصرين في المدينة. طلب مندوب سوريا لدى الأمم المتحدة مساعدات أجنبية، ولا سيما من تركيا، لإجلاء المواطنين الذين يرجح أن يتعرضوا لمذبحة في حالة استيلاء داعش عليها.

### 11 أكتوبر
الجيش السوري يواصل هجومه في دمشق، وفي 8 أكتوبر / تشرين الأول استولت على بلدة الريحان بالقرب من دوما، وفي 11 تشرين الأول / أكتوبر عين ترما، ضربة قاسية لمقاتلي جيش الإسلام الذين استنفدوا بالفعل.
وتوافق تركيا على السماح بتدريب 000 2 من قوات المعارضة السورية على أراضيها عندما يقاتل مقاتلو تنظيم الدولة الإسلامية على بعد كيلومتر واحد من وسط مدينة كوباني الحدودية.

### 12 أكتوبر
وعلى الرغم من الاستيلاء على مقراتها في كوباني، فإن المقاتلين الأكراد يواصلون مقاومة شرسة. تواصل الغارات الجوية للتحالف قصف المنطقة، ولكن داعش لا تكل في محاولاتها للاستيلاء على المدينة.
وفي الوقت نفسه، في مقاطعة دير الزور الشرقية، اشتبك داعش مع الجيش السوري.

### 18 أكتوبر
بعد قتال عنيف داخل مدينة كوباني، تمكن المقاتلون الأكراد الذين يدعمون الغارات الجوية للتحالف من رد مقاتلي داعش من معظم المدينة. في غضون ذلك، واصل الجيش السوري هجومه شمال حلب، واستولت على مصنع للزجاج، ومصنع للاسمنت، وقرية الجبيلة بالقرب من سجن حلب المركزي. الجيش السوري الآن لديه جميع خطوط الإمداد الرئيسية إلى حلب تحت سيطرته.

### 22 أكتوبر
تدعي القوات الجوية السورية إسقاط اثنين من ثلاث طائرات مقاتلة تديرها داعش في شمال سوريا.

### 23 أكتوبر
بعد أشهر من القتال، استولى الجيش السوري على مورك، وهي مدينة إستراتيجية على الطريق السريع الذي يربط مدينتي حماة وحلب.

### 27 أكتوبر
أبلغ الأمين العام للأمم المتحدة بان كي - مون مجلس الأمن بأن المنظمة لاحظت أن قوات الدفاع الإسرائيلية تتفاعل مع «قواعد إرهابية»، وتزود المتمردين بالأسلحة، بما في ذلك النصرة.

## نوفمبر 2014

### 1 نوفمبر
تركيا تنتهك سياستها المتمثلة في منع المقاتلين الاكراد من دخول سوريا وتسمح ل 150 بيشمركة عراقية بالعبور إلى كوباني.

### 3 نوفمبر
- 3 نوفمبر / تشرين الثاني - يدعي نشطاء الدولة الإسلامية أنهم استولوا على حقول جهار للغاز في حمص، وهي حقل الغاز الثاني الذي استولوا عليه في غضون أسبوع.[76]

### 5 نوفمبر
- مقتل 11 طفلا بقذائف الهاون في مدرسة في دمشق.[77]

### 9 نوفمبر
وجبهة النصرة والمتمردين المحليين الآخرين القبض على مدينة نوى الجنوبية من قوات الجيش العربي السوري بعد شهور من القتال.

### 16 نوفمبر
ويزعم تنظيم الدولة الإسلامية أنه أعدم الرهينة الأمريكي عبد الرحمن كاسيغ.

### 23 نوفمبر
داعش ينزل طائرة مقاتلة من الجيش العربي السوري فوق مدينة دير الزور. ووفقا للمرصد السورى لحقوق الإنسان"، فإن طائرة الجيش العربي السوري نفذت عشرين غارة جوية على البلدة في الليلة السابقة، لكنها كانت المرة الأولى التي نجح فيها تنظيم داعش في إحضار واحدة.
وقتل ما يقرب من 100 شخص وأصيب كثيرون بجروح خطيرة في ما لا يقل عن 10 غارات جوية شنتها الحكومة السورية على الرقة، وفقا لما ذكره المركز السوري لحقوق الإنسان. وشملت الأهداف مسجد الهاني في المدينة والسوق العامة، أو السوق.

### 25 نوفمبر
غارات جوية سورية على مدينة الرقة تقتل ما لا يقل عن 36 شخصا.

### 28 نوفمبر
وفقا لصحيفة نيو ستريتس تايمز (صحيفة ماليزية تسيطر عليها الحكومة)، يشير نشطاء وشخصيات معارضة إلى زوال الثورة للإطاحة بالأسد، ووصف الثورة بأنها فاشلة.
وفقا لمسؤول ونشطاء كردستان، داعش يقتحم كوباني من قاعدة في تركيا.

### نوفمبر 29
قتال عنيف في كوباني يقتل ما لا يقل عن 40 مقاتلا من كل من داعش والقوات الكردية.

### نوفمبر 30
وتقوم طائرات حربية مناهضة للقوات الجوية بشن غارات جوية على مبنى سكني في مدينتي جاسم وتطفاس مما أدى إلى مقتل ما لا يقل عن 20 مدنيا من بينهم نساء وأطفال ومدن واحد على التوالي.
قوات التحالف تطلق أكثر من 30 غارة جوية على الرقة، عاصمة داعش بحكم الأمر الواقع. لا توجد نتائج إیجابیة حقیقیة وفقا لتقاریر مقاتلي وحدات حمایة الشعب علی الأرض: «الغارات الجویة الأمریکیة عديمة الجدوى ولیس لدینا سوى دعم من المقاتلين الأكراد والميليشیات الشیعیة».

## ديسمبر 2014

### 1 ديسمبر
وأوقف برنامج الأغذية العالمي التابع للأمم المتحدة برنامجا غذائيا ل 1.7 مليون لاجئ سوري بعد فشل البلدان المانحة في الوفاء بالتزاماتها.

### 6 ديسمبر
وقع 17 من قادة المتمردين في جنوب سوريا اتفاقا للدفاع المشترك من أجل إنشاء جبهة أكثر توحدا وحصلوا على دعم متزايد من الدول الغربية والعربية.
وصد الجيش السوري لهجوم داعش على قاعدة دير الزور الجوية، مما أسفر عن مقتل ما لا يقل عن 119 شخصا.

### 7 ديسمبر
قصفت القوات الجوية الإسرائيلية قاعدتين للقوات المسلحة السورية بالقرب من دمشق وبلدة ديماس، وفقا لمصادر روسية وسورية.

### 8 ديسمبر
وطلبت الأمم المتحدة 16.4 مليار دولار لتمويل برامج المساعدة الإنسانية في عام 2015 مع سوريا والعراق والسودان وجنوب السودان في المناطق التي هي في أمس الحاجة إليها.

### 9 ديسمبر
أعلن المتمردون في شمال سوريا أن الولايات المتحدة توقفت عن دفعها، الأمر الذي سيؤثر على أكثر من 8,000 مقاتل متمرد منتشرين في حماة وإدلب.
لقى ثلاثة جنود من الجيش التركى مصرعهم في اطلاق نار في بلدة سيلانبينار. يبدأ الحاكم التركي المحلي التحقيق في ما إذا كان إطلاق النار قد جاء من الجانب السوري من الحدود.

### 10 ديسمبر
وقال مسؤول كبير في وزارة الخارجية الأميركية إن المعارضة المسلحة في البلاد لن تكون قادرة على هزيمة حكومة الأسد عسكريا.

### 14 ديسمبر
بعد أشهر من الاشتباكات العنيفة مع جيش الإسلام، أعلن الجيش السوري منطقة شرق جوبر تحت السيطرة الكاملة على الحرائق. ونتيجة لهذا التقدم، أصبح ما يقرب من 800 من مقاتلي جيش الإسلام محاصرين داخل جوبر، حيث لم يتراجع أي مكان تقريبا. وفي الوقت نفسه، يواصل الجيش السوري هجومه في حلب من خلال الاستيلاء على المنشير، ومحاجر البريج الحجرية، ومصنع الأخشاب في المنطقة الصناعية بالقرب من دوار الجندول في شمال شرق حلب.
أسفرت معركة بين قوات بشار الأسد الموالية والمتمردين الإسلاميين في محافظة حلب عن مقتل 34 متمردا و 3 مقاتلين موالين.

### 15 ديسمبر
استولت جبهة النصرة والمتمردين الآخرين على قاعدتين عسكريتين في وادي ضيف والحامدية في محافظة إدلب من القوات الحكومية، بعد عامين من القتال.

### 16 ديسمبر
ويموت نحو مئة جندي سوري وثمانية وثمانين مقاتلا إسلاميا في معركة استمرت يومين على وادي ضيف، حيث استولت الجبهة الإسلامية على أكثر من 120 جنديا حكوميا.

### 19 ديسمبر
ويقول وزير الخارجية ميفلوت كافوسوغلو أن تركيا قد تبدأ تدريب وتجهيز مقاتلي المعارضة السورية المعتدلين قبل مارس 2015.
في سلسلة فيديو من خمسة أجزاء بعنوان «الباب التالي للحرب»، يذهب صحفي فيس خلف الكواليس مع وحدة الجيش الإسرائيلي التي تجمع المقاتلين السوريين الجرحى في قتلى الليل، وتقدمهم إلى إسرائيل لتلقي العلاج.

### 24 ديسمبر
تحطمت طائرة حربية تابعة لسلاح الجو الملكي الأردني، وتم القبض على طيارها من قبل تنظيم الدولة الإسلامية في العراق والشام بالقرب من الرقة.

### 25 ديسمبر
وأظهرت أشرطة الفيديو حفل تكريما لتوحيد المتمردين الذين يأتون من جماعات مثل الجبهة الإسلامية وجيش المجاهدين وفستقيم كاما أوميرت - وهي وحدة تابعة للجيش السوري الحر وجبهة أصالة والتنمية. تقدم المتمردون في الجزء الشمالى من البلاد في ساحات قتال رئيسية بالقرب من حلب في نهاية الاسبوع حيث اندمجت عدة مجموعات وأعيدت تسميتها باسم جبهة الشام. وهي المرة الأولى منذ عام 2012 التي تتعاون فيها الجماعات المتمردة رسميا مع قوات الرئيس الأسد.

### 31 ديسمبر
استقل حرس السواحل الإيطالي واستعاد السيطرة على سفينة شحن تم تخريبها والتخلي عنها من قبل المتجرين بالبشر الذين يحملون ما يقرب من 1000 راكب، معظمهم من اللاجئين السوريين، كان في خطر وشيك بالتحطم في الأرض.